# مکس ابگلن
مکس ابگلن (انگلیسی: Max Abegglen; ۱۱ آوریل ۱۹۰۲ – ۲۵ اوت ۱۹۷۰) بازیکن فوتبال فوتبال اهل سوئیس بود.
از باشگاه‌هایی که در آن بازی کرده‌است می‌توان به باشگاه فوتبال گراس‌هاپر زوریخ اشاره کرد. وی به همراه تیم ملی فوتبال سوئیس به مدال نقره مسابقات فوتبال در بازی‌های المپیک تابستانی ۱۹۲۴ دست پیدا کرده‌است.